# بورید منیزیم آلومینیوم
بورید منیزیم آلومینیوم یا BAM یک ترکیب شیمیایی از آلومینیوم، منیزیم و بور است. در حالی که فرمول اسمی آن AlMgB 14 است، به ترکیب‌های شیمیایی Al 0.75 Mg 0.75 B 14 نزدیکتر می‌باشد. بورید منیزیم آلومینیوم یک آلیاژ سرامیکی است که به شدت مقاومت در برابر سایش بالا و ضریب اصطکاک کششی کمی دارد و به مقدار ۰٫۰۲ در کامپوزیت‌های AlMgB 14 -TiB 2 روان شده‌است. اولین بار در سال ۱۹۷۰ گزارش شد، BAM دارای ساختار Orthorhombic (یکی از ۷ سیستم کریستالی به شکل یک منشور مستطیلی با پایه مستطیلی a*b و ارتفاعc، به طوری که a , b وc متفاوتند) با چهار icosahedral B 12 واحد در هر سلول است. این ماده ضریب انبساط حرارتی فوق‌العاده ای قابل مقایسه با سایر مواد قابل استفاده مانند فولاد و بتن است.

## سنتز
پودر BAM با گرم کردن مخلوط تقریباً stoichiometric (مقادیر نسبی واکنش دهنده‌ها و محصولات در واکنش‌های شیمیایی) از بور، آلومینیوم و منیزیم برای چند ساعت در دما در محدوده ۹۰۰–۱۵۰۰ درجه سانتیگراد تولید می‌شود. سپس فازهای مزاحم آن در اسید هیدروکلریک داغ حل می‌شوند. برای رفع واکنش و ایجاد محصول یکنواخت تر، ترکیب اولیه را می‌توان در یک آسیاب انرژی بالا Ball Mill عملیاتی کرد. تمام پیش عملیات‌ها در یک محیط خشک وغیر هوازی برای جلوگیری از اکسیداسیون پودر فلز انجام می‌شود.
فیلم یا ورق‌های بسیار نازک BAM را (با استفاده از پودر AlMgB 14) می‌توان به وسیلهٔ روش رسوب لیزر پالسی روی سیلیکون یا فلزات پوشش داد، در حالی که نمونه‌های توده ای(Bulk) با زینتر کردن پودر به دست می‌آید.
BAM معمولاً حاوی مقادیر کمی از عناصر اضافی (مانند اکسیژن و آهن) است که در طول آماده‌سازی مواد وارد می‌شوند. آهن (اغلب به عنوان بقایای خرده‌های ساییده شده از گوی‌های آسیاب و پوشش داخلی آن) به عنوان یک کمک‌کننده برای زینتر(sintering) محسوب می‌شود. BAM می‌تواند با سیلیکن، فسفر، کربن، دی بورید تیتانیوم (TiB 2)، نیترید آلومینیوم (AlN)، کاربید تیتانیوم (TiC) یا نیترید بور (BN) آلیاژی شود.

## خواص

### ساختار

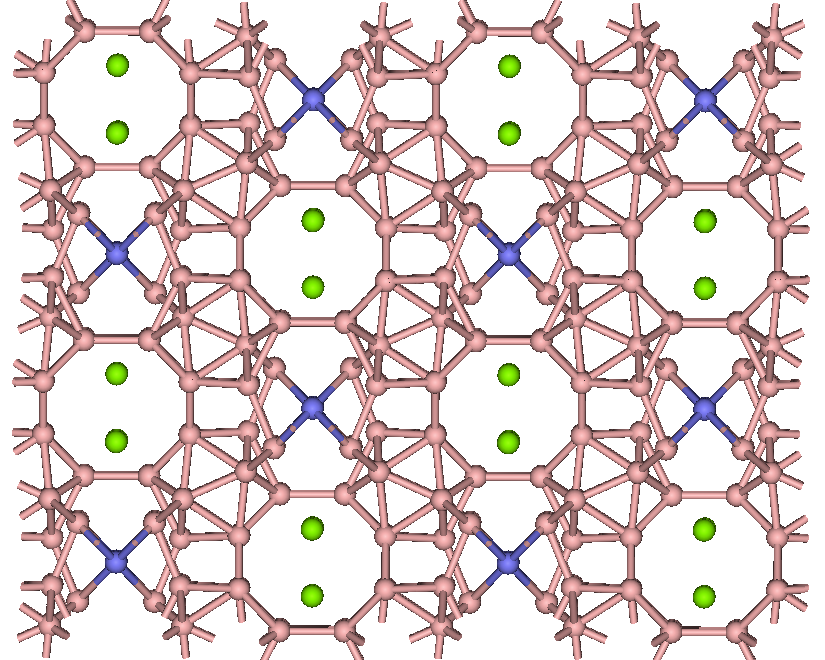
ساختار بلوری BAM در امتداد محور کریستال مشاهده می‌شود. آبی: Al، سبز: Mg، قرمز: B.

اکثر مواد فوق سخت دارای ساختارهای کریستالی ساده و متقارن هستند، به عنوان مثال، الماس مکعبی یا روی مخلوط. با این حال، BAM دارای یک ساختار کریستال پیچیده و کم تقارنی با ۶۴ اتم در واحد سلول است. سلول واحد Orthorhombic است و بارزترین ویژگی آن دارا بودن چهار بیست وجهی (Icosedra) حاوی بور می‌باشد. هر یک از این بیست وجهی‌ها شامل ۱۲ اتم بور هستند. هشت اتم دیگر بور بیست وجهی را به المان‌های دیگر سلول واحد متصل می‌کنند. جذب فلزات در شبکه کمتر از یک (واحد) است، بنابراین در حالی که BAM معمولاً با فرمول AlMgB 14 شناسایی می‌شود ولی ترکیب شیمیایی آن به Al 0.75 Mg 0.75 B 14 نزدیک تر است. چنین روال بدون stoichiometry (محاسبه مقادیر نسبی واکنش دهنده‌ها و محصولات در واکنش‌های شیمیایی) برای بورید رایج است. پارامترهای سلول واحد BAMعبارتند از:
a = ۱٫۰۳۱۳ نانومتر، b = ۰٫۸۱۱۵ نانومتر، c = ۰٫۵۴۸۴۸ نانومتر، Z = ۴ (چهار واحد ساختار در واحد سلول)، تراکم g / cm 3 2.59 . [1] نقطه ذوب تا حدود ۲۰۰۰ درجه سانتی گراد تخمین زده می‌شود.

### سختی
میکروسختی پودر BAM، 32-35 GPa است. می‌توان آن را در آلیاژسازی BAM با TiB 2 یا با قرار دادن یک فیلم BAM شبه آمورف به GPa 45-50 افزایش داد. اضافه شدن AlN یا TiC به BAM سختی آن را کاهش می‌دهد. سختی بیش ازGPa 40 باعث می‌شود که BAM یک ماده فوق‌العاده باشد. در کامپوزیت BAM-TiB 2، حداکثر سختی و چقرمگی به دست می‌آید) در حدود ۶۰ درصد از سختی آن بواسطه. (TiB 2با افزایش محتوای TiB به ۷۰–۸۰٪ با تخمین ایجاد ۱۰٪ سختی، نرخ سایش افزایش می‌یابد.افزودنی TiB 2 یک ماده مقاوم در برابر سایش با سختی 28-35 GPa است.

### توسعه حرارتی
ضریب انبساط حرارتی (TEC) برای AlMgB 14 به وسیله دیلاتومتری و با استفاده از پراش اشعه ایکس با درجه حرارت بالا با بهره‌گیری از تابش سنکروترون به مقدار × 10 -6 K- ۱ ۹ اندازه‌گیری شد. این مقدار تقریباً نزدیک به COTE از مورد استفاده به‌طور گسترده برای فولاد، تیتانیوم و بتن می‌باشد. بر اساس مقادیر سختی گزارش شده برای AlMgB 14 از آن به عنوان پوشش مقاوم در برابر سایش استفاده می‌شود، COTE AlMgB 14 می‌تواند در کاربردهای پوشش دهی خاص و بهره‌ور نمودن قطعات در حال سرویس استفاده شود.
| ماده     | TEC (10 -6 K -1) |
| AlMgB 14 | ۹                |
| فولاد    | ۱۱٫۷             |
| Ti       | ۸٫۶              |
| بتن      | ۱۰–۱۳            |

### اصطکاک
ترکیب BAM و TiB 2 (70درصد از TiB2) دارای یکی از پایین‌ترین مقادیر ضریب اصطکاک است.

## کاربردها
BAM به صورت تجاری در دسترس است و برای کاربردهای بالقوه مورد مطالعه قرار می‌گیرد. برای مثال، پیستون‌ها، آبندها و پره‌ها و پمپ‌ها می‌توانند با BAM یا BAM + TiB 2 پوشش داده شوند تا اصطکاک بین قطعات را کاهش دهند و به مقاومت در برابر سایش آن‌ها افزوده شود. کاهش اصطکاک، مصرف انرژی را کاهش می‌دهد. همچنین BAM می‌تواند بر روی ابزارهای برشی پوشش داده شود که در نتیجه اصطکاک کاهش یافته و نیروی لازم برای برش یک قطعه، را کاهش می‌دهد و احتمالاً به افزایش سرعت برشی و طول عمر ابزار کمک خواهد نمود. پوششهای در حد ضخامت ۲–۳ میکرومتر نیز برای بهبود بهره‌وری و کاهش سایش در ابزارهای برشی ایجاد شده‌است.